# Milburge
Milburge (en vieil anglais Mildburh, également appelée Mildburg, Milburgh ou Milburga) est une religieuse anglo-saxonne qui a vécu au VIIe siècle. Canonisée, elle est fêtée le 23 février.

## Biographie
Milburge est la fille du roi Merewalh des Magonsæte (un peuple de l'ouest des Midlands soumis au royaume de Mercie) et de son épouse Eormenburh (Domne Eafe), petite-fille du roi Eadbald de Kent. Ses sœurs Mildrith (Mildrède) et Mildgyth sont également considérées comme des saintes.
Elle devient l'abbesse du monastère de Much Wenlock dans les années 670-680. Cette abbaye, fondée par son père vers 670, est un monastère double conçu sur le modèle franc. Des extraits de chartes, préservés dans un texte connu sous le nom de « testament de Milburge », indiquent qu'elle enrichit son abbaye en obtenant des donations de terres de la part de la noblesse mercienne.
Mildburh meurt peut-être en 715. Ses reliques sont redécouvertes en 1079, lorsque l'abbaye est convertie en prieuré clunisien sous l'autorité du prieuré Notre-Dame de La Charité-sur-Loire[réf. souhaitée]. Vers cette époque, le moine Goscelin rédige une vie de sainte Mildburh qui constitue la principale source littéraire à son sujet.